# École de production La Giraudière
L'École de Production La Giraudière est un établissement privé lyonnais de formation par la pratique, fondé en 1957 et organisée en École de Production.
Elle participe notamment :
- au Concours du Meilleur Apprenti,
- aux Olympiades des métiers,
- au Concours Général des Métiers,
- au  Trophée SIA et au Formula Student, en partenariat avec l'Écurie Piston Sport Auto de l'École centrale de Lyon.